# Cantonul Conliège
Cantonul Conliège este un canton din arondismentul Lons-le-Saunier, departamentul Jura, regiunea Franche-Comté, Franța.

## Comune
- Blye
- Briod
- Châtillon
- Conliège (reședință)
- Courbette
- Crançot
- Mirebel
- Montaigu
- Nogna
- Pannessières
- Perrigny
- Poids-de-Fiole
- Publy
- Revigny
- Saint-Maur
- Verges
- Vevy